# آر ضد تيري
آر ضد تيري هي قضية قانونية جنائية إنجليزية حدثت في عام 2012، حيث تم تبرئة لاعب كرة القدم جون تيري، مدافع تشيلسي والمنتخب الإنجليزي، من تهمة الإساءة العنصرية تجاه لاعب كوينز بارك رينجرز، أنتون فرديناند خلال مباراة بين الفريقين في 23 أكتوبر 2011. حيث أثارت القضية اهتمامًا إعلاميًا واسعًا، وشملت محاكمة تيري، وبراءته، بالإضافة إلى التحقيقات المدنية والعقوبات التي فرضها الاتحاد الإنجليزي لكرة القدم. كان لاستخدام تيري لإهانة تحمل نبرة عنصرية، دون أن تصل إلى درجة الإساءة العنصرية وفقًا للقانون، تأثير كبير في كرة القدم. فقد فقد تيري شارة قيادة منتخب إنجلترا وقرر الاعتزال دوليًا، بينما استقال المدرب فابيو كابيلو من منصبه بعد قرار الاتحاد الإنجليزي بمعاقبته.

## الخلفية
في 2 نوفمبر 2011، تم وضع جون تيري تحت التحقيق من قبل الشرطة بعد اتهام بالإساءة العنصرية ضد أنتون فرديناند خلال مباراة ضد كوينز بارك رينجرز. انتشرت لقطات فيديو على الإنترنت أدت إلى اتهامات بأن تيري قد قال لفرديناند "أنت يا زنجي القذر". وردًا على لقطات الفيديو، ادعى تيري أنه كان يسأل فرديناند: "أوه، أنطون، هل تعتقد أنني قلت لك زنجي قذر؟". في 25 نوفمبر 2011، تم استجواب تيري من قبل الشرطة تحت التحذير. وفي 21 ديسمبر 2011، تم توجيه تهمة استخدام لغة عنصرية إليه من قبل خدمة الادعاء الملكية. وفي 3 فبراير 2012، سحب الاتحاد الإنجليزي لكرة القدم شارة قيادة منتخب إنجلترا من تيري للمرة الثانية، مؤكدًا أنه لن يقود المنتخب حتى يتم حل قضية الإساءة العنصرية ضده.

## الإجراءات القضائية الجنائية
عندما بدأت المحاكمة في يوليو 2012، تم تبرئة تيري من التهمة في 13 يوليو 2012. وقد أثبتت المحكمة أن فرديناند أو أي شخص آخر لم يسمع كلمات تيري، لكن تيري نفسه اعترف بأنه وجه كلمات "زنجي قذر" و"غبي قذر" لفرديناند، وهو ما تم تأكيده من خلال اثنين من قراء الشفاه الخبراء بناءً على الأدلة الفيديوية. تمسك تيري بأنه استخدم هذه الكلمات بشكل ساخر وأنه كان يتساءل عما اعتقد أنه اتهام بالعنصرية من فرديناند؛ ومع ذلك، لم يتمكن أي من قراء الشفاه من تحديد ما إذا كانت الجملة قد قيلت على سبيل السؤال أو بنبرة معينة. حيث صرح القاضي الرئيسي هاوارد ريدل إلى أنه على الرغم من أنه لا شك في أن تيري نطق بتلك الكلمات بغضب، إلا إنه من المستحيل أن نكون متأكدين بالضبط من الكلمات التي نطق بها، وأن هناك نقصًا في الأدلة لإثبات ما لا يدع مجالاً للشك أن تيري استخدمها كإهانة. ولذلك، قررت المحكمة تبرئة تيري.

## اتهامات الإتحاد الانجليزي لكرة القدم
في 27 يوليو 2012، وجه الاتحاد الإنجليزي لكرة القدم تهمة لتيري باستخدام "ألفاظ وسلوكيات مسيئة و/أو مهينة" والتي "تضمنت إشارة إلى الأصل العرقي و/أو اللون و/أو العرق لفرديناند." وكان الاتحاد قد وجه التهمة حتى انتهاء محاكمة تيري الجنائية. حيث نفى تيري التهمة. وقبيل جلسة الاستماع من الاتحاد الإنجليزي، أعلن تيري اعتزاله اللعب مع المنتخب الإنجليزي، قائلاً إن منصبه أصبح "غير قابل للتحمل" بسبب التهمة التأديبية الموجهة إليه. وفي 27 سبتمبر 2012، انتهت الجلسة بإدانة تيري؛ حيث تم معاقبته بالإيقاف لمدة أربع مباريات وغرامة قدرها 220,000 جنيه إسترليني. ونشر الاتحاد الإنجليزي تقريرًا من 63 صفحة يتعلق بالإجراءات التأديبية التي أجراها لجنة تنظيمية مستقلة؛ حيث اعتبرت بعض جوانب دفاع تيري غير محتملة وغير معقولة ومفتعلة، ووجدت أنه "من غير المحتمل بطبيعته أن تيري، إذا كان قد اتهمه فرديناند بأنه قال له شيئًا ينتهي بكلمات 'زنجي قذر'، كان سيضيف كلمة 'القذر' عندما أعاد الكلمات إليه، إذا كان ينكر ذلك بالفعل بشكل قاطع." كما كانت اللجنة ترى أنه من غير المعقول أن يصف تيري فرديناند بأنه "غبي قذر" بسبب اتهامه الزائف بالعنصرية. كما اعتبرت اللجنة أنه من غير المعقول أن ينكر تيري استخدام الكلمات "زنجي قذر" بتكرارها ببساطة، مشيرة إلى أنه كان قد كررها "بشكل ساخر"، لكن لم يتم الإشارة إلى السخرية في التقرير المكتوب للجنة التنظيمية. حيث صرحت اللجنة إلى أنها راضية تمامًا، بناءً على الاحتمالات، بأنه لا يوجد أساس موثوق لدفاع تيري لاستخدام هذه الكلمات. بدلاً من ذلك، كانت اللجنة راضية تمامًا ووجدت، بناءً على الاحتمالات، أن الكلمات المسيئة قد قيلت على سبيل الإهانة. كما تعرضت لجنة الاتحاد الإنجليزي لانتقادات باعتبارها "محكمة صورية" والاتحاد نفسه لعدم استقلاليته، ولفشله في تقديم جميع الأدلة إلى الشرطة، وعدم تسجيل مقابلة مع الشاهد الرئيسي آشيلي كول، ولتخفيف عبء الإثبات المطلوب بعد وقوع الحادث، ولمعاقبته لتيري عن مخالفة تم تبرئته منها في محكمة جنائية، مخالفًا بذلك قواعده الخاصة التي تنص على أن الأحكام في القضايا الجنائية "يُفترض أنها صحيحة" إلا إذا ظهرت أدلة واضحة ومقنعة خلاف ذلك. تم مقارنة إيقاف تيري لمدة أربع مباريات مع الإيقاف لمدة ثماني مباريات الذي تم فرضه على لويس سواريز بسبب الإساءة العنصرية ضد باتريس إيفرا، وإيقاف لاعب في سن الرابعة عشرة لمدة خمس مباريات بسبب قوله لحكم المباراة إن اسمه سانتا كلوز.
وفي 18 أكتوبر 2012، قرر تيري عدم استئناف الحكم وإيقافه لمدة أربع مباريات. وقد اعتذر عن للغة التي استخدمها في المباراة، وأكد أنها غير مقبولة على أرض الملعب أو في أي مجال من مجالات الحياة. أعلنت تشيلسي أنها اتخذت إجراءات تأديبية إضافية ضد تيري مع إبقاء التفاصيل سرية. ومع ذلك، واجه تيري وتشيلسي إدانة إعلامية؛ حيث انتقد تيري لعدم اعتذاره مباشرة وبشكل شخصي لفرديناند، بينما اتهمت تشيلسي بالنفاق والمعايير المزدوجة من خلال فرض غرامة على تيري وعدم سحب شارة القيادة منه، رغم أن النادي يتبع سياسة عدم التسامح مع العنصرية وكان قد فرض حظرًا مدى الحياة على أحد مشجعيه الذي أساء عنصريًا إلى اللاعب السابق في تشيلسي ديدييه دروغبا. في مقابلة إذاعية، وصف رئيس تشيلسي بروس باك والمدير التنفيذي رون غورلاي الحادثة بأنها خطأ في التقديرمن تيري وأوضحا أن النادي اتخذ إجراءات تأديبية صارمة تتناسب مع الظروف، مضيفين أنه "لا يجب أن ننسى أنه تم تبرئته في محكمة قانونية."
وفي صحيفة "ديلي تليجراف"، لخص بول هايوارد رأيه في عواقب الحادثة المثيرة للجدل، قائلاً: "لقد كانت التكلفة عالية. ثلاث كلمات بذيئة تم تمتمتها من تيري في لوفتس رود أزالت في النهاية فابيو كابيلو من منصب مدرب منتخب إنجلترا؛ تسببت في الكثير من المعاناة لعائلة فرديناند؛ حيث جلبت غرامة قدرها 45,000 جنيه إسترليني لريو فرديناند بسبب دعمه لتغريدة "شوك آيس" الموجهة إلى لاعب تشيلسي الأيسر؛ وأبعدت تيري عن منتخب إنجلترا وألقت الضوء أكثر على عالم آشيلي كول الخيالي." في هاف بوست، قال مايكل فولبي إن "الوضع كان واضحًا تمامًا وأن نسخة الأحداث التي قدمها تيري كانت تبدو صحيحة."